# Liste der Kulturgüter in Höri ZH
Die Liste der Kulturgüter in Höri enthält alle Objekte in der Gemeinde Höri im Kanton Zürich, die gemäss der Haager Konvention zum Schutz von Kulturgut bei bewaffneten Konflikten, dem Bundesgesetz vom 20. Juni 2014 über den Schutz der Kulturgüter bei bewaffneten Konflikten sowie der Verordnung vom 29. Oktober 2014 über den Schutz der Kulturgüter bei bewaffneten Konflikten unter Schutz stehen.
Es sind weder Objekte der Kategorie A, noch Objekte der Kategorie B im Gemeindegebiet ausgewiesen, Objekte der Kategorie C fehlen zurzeit (Stand: 1. Januar 2022). Unter übrige Baudenkmäler sind weitere geschützte Objekte zu finden, die im Verzeichnis der Objekte von überkommunaler Bedeutung der kantonalen Denkmalpflege zu finden und nicht bereits in der Liste der Kulturgüter enthalten sind.

## Übrige Baudenkmäler
| ID       | Foto |                 | Objekt                                                     | Kat.   | Typ | Standort                                | Beschreibung |
| -------- | ---- | --------------- | ---------------------------------------------------------- | ------ | --- | --------------------------------------- | ------------ |
| 06000039 | ja   | Datei hochladen | Bauernhaus                                                 | B reg. | G   | Wehntalerstrasse 72 679856 / 262014     |              |
| 06000043 | ja   | Datei hochladen | Speicher                                                   | B reg. | G   | bei Wehntalerstrasse 70 679841 / 262061 |              |
| 06000128 | ja   | Datei hochladen | Ehemaliges Weinbauernhaus mit Schenke, Wohnhaus mit Schopf | B reg. | G   | Niederglatterstrasse 1 679947 / 261972  |              |
| 06000130 |      | Datei hochladen | Schulhaus Weiher 1                                         | B reg. | G   | Schulhausstrasse 11 680407 / 262504     |              |
| 06000140 | ja   | Datei hochladen | Altes Schul- und Gemeindehaus                              | B reg. | G   | Schulhausstrasse 17 680306 / 262579     |              |
| 06000151 |      | Datei hochladen | Schulhaus Weiher 2                                         | B reg. | G   | bei Schulhausstrasse 11 680372 / 262470 |              |
| 06000152 |      | Datei hochladen | Turnhalle                                                  | B reg. | G   | Schulhausstrasse 13 680357 / 262521     |              |
| 06000165 |      | Datei hochladen | Ehemaliges Bauernhaus                                      | C      | G   | Schulhausstrasse 5 680556 / 262431      |              |

Hinweise zur Legende in dieser Liste:
- Die KGS-Nummer entspricht der Inventarnummer im Verzeichnis der Objekte von überkommunaler Bedeutung des kantonalen Denkmalschutzamtes.
- Bei den Kategorien wird wie folgt unterschieden: B kant. = Objekt von kantonaler Bedeutung (Kanton Zürich); B reg. = Objekt von regionaler Bedeutung (Kanton Zürich)